# Jerry Wasserman
Jerry Wasserman (* 2. November 1945 in Cincinnati, Ohio) ist ein US-amerikanischer Schauspieler und Professor.

## Leben
Wasserman wurde am 2. November 1945 in Cincinnati geboren. An der Cornell University promovierte er in englischer Literatur. Er war Professor für englische Sprache und Theater an der University of British Columbia.
1984 debütierte Wasserman im Film Low Visibility als Filmschauspieler. 1992 stellte er in fünf Episoden der Fernsehserie The Heights – Rockin’ Friends die Rolle des Jimmy Bandisi dar. Von 1993 bis 1997 war er in der Fernsehserie Madison in insgesamt 20 Episoden in der Rolle des Don Novak zu sehen. 1994 war er in der wiederkehrenden Rolle des Det. Paul Warren in der Fernsehserie M.A.N.T.I.S. zu sehen. 2008 war er im Katastrophenfilm Der Todes-Twister in der Rolle des Bürgermeisters Leonardo zu sehen. 2016 stellte er in sechs Episoden der Fernsehserie You Me Her die Rolle des Dean Weinstock dar. Seit 2021 verkörpert er die wiederkehrende Rolle des Judge Hingston in der kanadischen Fernsehserie Family Law.

## Filmografie (Auswahl)
- 1984: Low Visibility
- 1987: In den Fängen eines Fremden (Hands of a Stranger, Fernsehfilm)
- 1987: The New Adventures of Beans Baxter (Fernsehserie, 15 Episoden)
- 1988: Angeklagt (The Accused)
- 1990: Booker (Fernsehserie, 3 Episoden)
- 1991: Mystery Date – Eine geheimnisvolle Verabredung (Mystery Date)
- 1992: The Heights – Rockin’ Friends (The Heights, Fernsehserie, 5 Episoden)
- 1993: Other Women’s Children (Fernsehfilm)
- 1993–1997: Madison (Fernsehserie, 20 Episoden)
- 1994: Gerechtigkeit für meinen Sohn (Moment of Truth: Broken Pledges, Fernsehfilm)
- 1994: M.A.N.T.I.S. (Fernsehserie, 6 Episoden)
- 1995: Brutale Exzesse – Skandal in der Navy (She Stood Alone: The Tailhook Scandal, Fernsehfilm)
- 1996: Taken Away – Eisiges Gefängnis (Gone in a Heartbeat, Fernsehfilm)
- 1996: Die Wiege des Hasses (Maternal Instincts, Fernsehfilm)
- 1996: Mask of Death
- 1996: Schwanger! Es geschah unter Narkose (She Woke Up Pregnant, Fernsehfilm)
- 1997: Zum Abschuss freigegeben (Wounded)
- 1997: Police Academy (Fernsehserie, Episode 1x05)
- 1998: Du wirst um Gnade betteln (Outrage, Fernsehfilm)
- 1998: Tod in einer Sommernacht (One Hot Summer Night/The Trophy Wife’s Secret)
- 1998: Auf kalter Spur (Cold Squad, Fernsehserie, 12 Episoden)
- 1999: Das Gen-Experiment (Evolution’s Child, Fernsehfilm)
- 1999–2001: Beggars and Choosers (Fernsehserie, 17 Episoden)
- 2000: Christina’s House
- 2001–2002: Mysterious Ways (Fernsehserie, 4 Episoden)
- 2002–2005: Smallville (Fernsehserie, 4 Episoden)
- 2003: Little Brother of War
- 2004: Mordmotiv: Rache (The Survivors Club, Fernsehfilm)
- 2005: Mein verschärftes Wochenende (The Long Weekend)
- 2006: Flight 93 – Todesflug am 11. September (Flight 93, Fernsehfilm)
- 2008: Der Todes-Twister (NYC: Tornado Terror, Fernsehfilm)
- 2009: Alien Trespass
- 2009: Watchmen – Die Wächter (Watchmen)
- 2009: Sight Unseen (Fernsehfilm)
- 2009: A Dangerous Man
- 2011: Doomsday Prophecy – Prophezeiung der Maya (Doomsday Prophecy, Fernsehfilm)
- 2013: Scarecrow (Fernsehfilm)
- 2015: The Starlight Heist (Kurzfilm)
- 2016: You Me Her (Fernsehserie, 6 Episoden)
- 2017: Little Pink House
- 2017: Woman on the Run (Fernsehfilm)
- 2018: The Age of Adulting
- 2019: William
- seit 2021: Family Law (Fernsehserie)
- 2022: Heart of the Matter (Fernsehfilm)
- 2022: Jailbreak Lovers (Fernsehfilm)